# Heteromeringia flavipes
Heteromeringia flavipes är en tvåvingeart som beskrevs av Samuel Wendell Williston  1896. Heteromeringia flavipes ingår i släktet Heteromeringia och familjen träflugor. Inga underarter finns listade i Catalogue of Life.